# North Hornell
North Hornell es una villa ubicada en el condado de Steuben en el estado estadounidense de Nueva York. En el año 2000 tenía una población de 851 habitantes y una densidad poblacional de 592 personas por km².

## Geografía
North Hornell se encuentra ubicada en las coordenadas 42°20′44″N 77°39′39″O / 42.34556, -77.66083.

## Demografía
Según la Oficina del Censo en 2000 los ingresos medios por hogar en la localidad eran de $48,571, y los ingresos medios por familia eran $61,125. Los hombres tenían unos ingresos medios de $42,000 frente a los $23,125 para las mujeres. La renta per cápita para la localidad era de $24,825. Alrededor del 6.5% de la población estaban por debajo del umbral de pobreza.